# Implements Of Hell
Implements Of Hell — студийный альбом группы Suicide Commando, вышедший в конце января 2010 года.

## Издания альбома
Implements Of Hell стал одиннадцатым студийным альбомом, выпущенным за всю историю группы. Объявление о завершении записи альбома было сделано 10 октября 2009 года на официальном сайте Suicide Commando
Альбом выпущен в трех различных изданиях: 2xCD и 3xCD издания с ограниченным тиражом в 2000 и 1000 экземпляров соответственно, а также регулярное издание с одним диском.
Ограниченные издания альбома включают в себя бонусный диск с ремиксами, а 3xCD версия, изданная специально для фанатов, включает в себя бонусный сингл «God Is In The Rain», футболку, набор наклеек и сертификат владельца с порядковым номером.

## Список композиций CD 1 «Implements of Hell»
1. «Intro»
2. «The Pleasures Of Sin»
3. «The Dying Breed»
4. «Die Motherfucker Die»
5. «Death Cures All Pain»
6. «God Is In The Rain»
7. «Hate Me (Retaliate V1.0)»
8. «Come Down With Me»
9. «Severed Head»
10. «The Perils Of Indifference»
11. «Until We Die (Album Edit)»

## Список композиций CD 2 «Implements of Hell» (Bonus)
1. «Severed Head (Heads Of State Mix by Komor Kommando)»
2. «Die Motherfucker Die (Modulate Remix)»
3. «Cause Of Death: Suicide (Final Count 2009)»
4. «The Perils Of Indifference (remixed by JH from Centhron)»
5. «Hate Me (Leaether Strip Remix)»
6. «Die Motherfucker Die (Nurzery Rhymes vs Betamorphose Remix)»
7. «The Perils Of Indifference (Xotox Remix)»
8. «Hate Me (Original version)»
9. «Severed Head (Beheaded mix by Schattenschlag)»
10. «Die Motherfucker Die (Apology Not Accepted Remix by Fïx8Sëd8)»
11. «Until We Die (Winter Version)»

## Список композиций CD 3 «God Is In The Rain» (Bonus Single)
1. «God Is In The Rain (Book Of Lies V1.0)»
2. «God Is In The Rain (Book Of Lies V2.0 — Club Mix)»
3. «Infliction Of Pain»
4. «God Is In The Rain (:wumpscut: Remix)»
5. «God Is In The Rain (The Synthetic Dream Foundation Remix)»
6. «White Lines, White Lies (Previously Unreleased Demo Version 1999)»